# Göpfersdorf

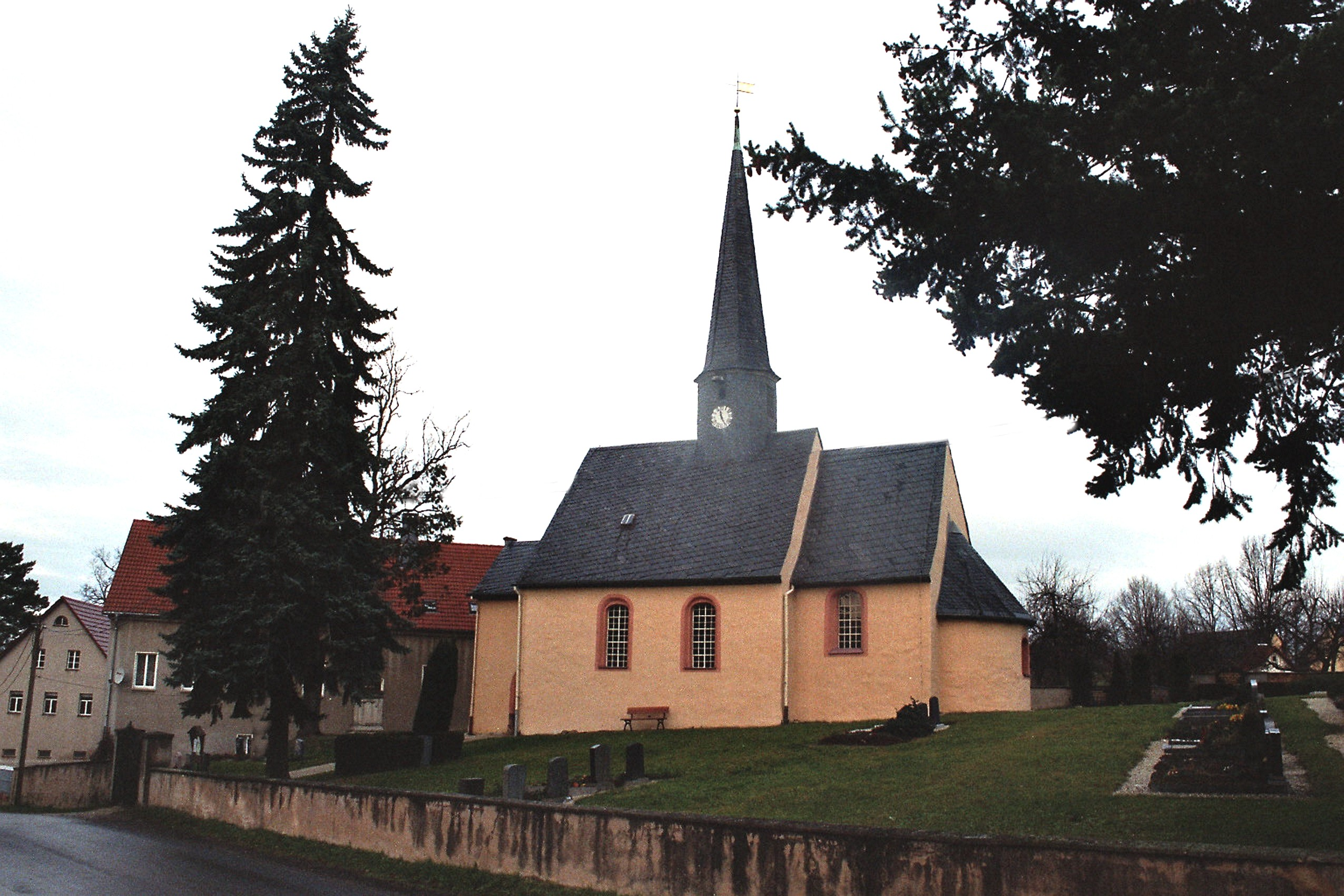
Dorpskerk van Göpfersdorf

Göpfersdorf is een gemeente in de Duitse deelstaat Thüringen, en maakt deel uit van de Landkreis Altenburger Land.
Göpfersdorf telt 226 inwoners.